# Quan hệ Bắc Triều Tiên – Malaysia
Quan hệ giữa Malaysia và Cộng hòa Dân chủ Nhân dân Triều Tiên (tiếng Triều Tiên: 말레이시아 - 조선민주주의인민공화국 관계; tiếng Mã Lai: Hubungan Malaysia–Korea Utara) đề cập đến quan hệ ngoại giao giữa Malaysia và Cộng hòa Dân chủ Nhân dân Triều Tiên. Malaysia có một đại sứ quán ở Bình Nhưỡng, và Triều Tiên có một đại sứ quán ở Kuala Lumpur.
Mối quan hệ giữa hai nước bắt đầu xấu đi vào đầu năm 2017 sau vụ Kim Jong-nam bị ám sát ở Malaysia.

## Lịch sử
Quan hệ giữa hai nước bắt đầu vào ngày 30 tháng 6 năm 1973. Đây là một phần của một chiến dịch rộng lớn hơn của Triều Tiên để tăng cường quan hệ với các nước đang phát triển.
Đại sứ quán Triều Tiên được mở tại Kuala Lumpur vào năm 2003 cùng với đại sứ quán Malaysia ở Bình Nhưỡng. Mối quan hệ giữa hai nước được cải thiện và trong năm 2009, Malaysia trở thành quốc gia đầu tiên mà công dân của họ có thể đi du lịch đến Triều Tiên mà không có thị thực. Năm 2013, nhà lãnh đạo cao nhất của Triều Tiên Kim Jong-un nhận được một bằng tiến sĩ danh dự của Đại học HELP, một trường đại học Malaysia.

## Quan hệ kinh tế và văn hoá
Triều Tiên nhập dầu tinh chế, cao su thiên nhiên và dầu cọ từ Malaysia. Malaysia nhập khẩu sắt thép từ Triều Tiên. Năm 2017, có 300 người Triều Tiên làm việc trong ngành khai thác than ở bang Sarawak của Malaysia.
Trong năm 2011, Cơ quan Thông tin Bernama của Malaysia thông báo rằng hai nước sẽ tăng cường hợp tác trong các lĩnh vực liên quan đến thông tin. Năm 2017, cả hai nước đã ký một giác thư song phương về trao đổi văn hoá .
CHDCND Triều Tiên đã làm việc cùng với ngành du lịch của Malaysia để thúc đẩy du lịch đến Triều Tiên. Từ năm 2001, hơn một ngàn người Malaysia đã đến thăm Triều Tiên. [7] Trong năm 2011, Triều Tiên đã mở một đường hàng không đến Malaysia để thu hút thêm nhiều du khách từ nước này. [14] Vào đầu tháng 1 năm 2017, chính phủ Malaysia đã quyết định ngừng cho phép hãng hàng không quốc gia Triều Tiên là Air Koryo tiếp cận đất nước sau khi thực hiện các lệnh trừng phạt của Hội đồng Bảo an Liên Hợp Quốc gần đây do áp lực từ phía Hoa Kỳ .

## Cái chết của Kim Jong-nam ở Malaysia
Ngày 13 tháng 2 năm 2017, Kim Jong-nam, em cùng cha khác mẹ của Kim Jong-un, đã bị giết ở sân bay quốc tế Kuala Lumpur ở Malaysia trong vụ ám sát. Điều này dẫn đến sự leo thang căng thẳng nhanh chóng.
Các nhà chức trách Malaysia đã thực hiện một cuộc khám nghiệm tử thi dẫn đến sự phản đối từ Triều Tiên. Chính phủ Triều Tiên nói rằng họ sẽ phản đối bất cứ kết quả nào của những phát hiện này, tuyên bố rằng nó đã được tiến hành đối với công dân của họ mà không có sự cho phép của họ, và họ sẽ đưa vấn đề lên Tòa án Công lý Quốc tế (ICJ). Triều Tiên cũng cáo buộc Malaysia đã thông đồng với kẻ thù của họ. Phía Malaysia cho rằng bất kỳ sự cố như vậy xảy ra trên đất của một quốc gia đều phải tuân theo luật pháp của nước đó, và nhấn mạnh sự cần thiết phải tìm nguyên nhân cái chết và xác nhận danh tính của người quá cố.. Sau bình luận của đại sứ CHDCND Triều Tiên là Kang Chol, ông được Bộ Ngoại giao Malaysia triệu tập vào ngày 20 tháng 2, trong khi đại sứ Malaysia tại Triều Tiên cũng đã được triệu hồi.
Sau khi phát hiện ra rằng cái chết của Kim là kết quả của tác nhân thần kinh VX, một tác nhân thần kinh được phân loại là một vũ khí hủy diệt hàng loạt theo Nghị quyết 687 của Liên Hợp Quốc và bị Công ước Khí hoá học hoá năm 1993 quy định, Malaysia đe dọa việc trục xuất đại sứ Triều Tiên. Đến Malaysia, đề cập đến những tuyên bố của ông về sự thông đồng là "ảo tưởng". Chính phủ Triều Tiên sau đó phái một phái đoàn cấp cao sang Malaysia.
Bắt đầu từ ngày 6 tháng 3 năm 2017, Malaysia đã hủy bỏ mục nhập miễn thị thực cho người Triều Tiên, trích dẫn "vấn đề an ninh" sau vụ giết người này. Ngày 4 tháng 3, Đại sứ Triều Tiên Kang Chol đã bị tuyên bố là persona non grata và bị trục xuất, mà CHDCND Triều Tiên đáp trả tương tự. Chính quyền Triều Tiên cũng đã phản ứng lại vào ngày 7 tháng 3 bằng cách cấm mọi công dân Malaysia ở Triều Tiên rời khỏi đất nước. Chính quyền Malaysia đã trả đũa bằng cách ngăn cấm các công dân Triều Tiên rời khỏi lãnh thổ Malaysia.
Trong tuyên bố chiều 8-3, thủ tướng Malaysia Najib Razak lần đầu tiên trực tiếp cáo buộc Triều Tiên đứng sau vụ sát hại ông Kim Jong Nam. Bình Nhưỡng đến nay phủ nhận mọi liên quan đến cái chết của nạn nhân mà nước này gọi là Kim Chol..
Sau khi hai nước này đạt một thỏa thuận kết thúc mâu thuẫn ngoại giao, ngày 31-3 chín người Malaysia bao gồm tham tán Đại sứ quán Malaysia tại CHDCN Triều Tiên, Mohd Nor Azrin Md Zain, các nhân viên đại sứ quán và gia đình của họ, bị cấm xuất cảnh tại Triều Tiên đã trở về nhà. Ngược lại tất cả người Triều Tiên kể cả ba người bị giới chức truy nã nhằm thẩm vấn về vụ việc được cho phép rời Malaysia. Thi thể ông Kim Jong-nam cũng đã về tới Bình Nhưỡng..

## Khôi phục lại quan hệ
Sau Hội nghị thượng đỉnh Hoa Kỳ năm 2018 của Triều Tiên tổ chức tại Singapore vào ngày 12 tháng 6 năm 2018, chính phủ mới của Malaysia là Pakatan Harapan dưới thời Thủ tướng Mahathir Mohamad nói rằng "thế giới không nên đối xử với nhà lãnh đạo Triều Tiên Kim Jong-un bằng sự hoài nghi và thay vào đó hãy học hỏi từ thái độ mới của anh ấy đối với việc mang lại hòa bình ". Trong một cuộc họp báo chung ở Tokyo với Nhật Bản, ông nói: "Chúng tôi hy vọng kết quả thành công từ cuộc gặp lịch sử", nói thêm rằng "Malaysia sẽ mở lại đại sứ quán của họ ở Triều Tiên để chấm dứt căng thẳng ngoại giao. vụ ám sát Kim Jong-nam ". Vào ngày 13 tháng 2 năm 2019, Mahathir nói rằng Malaysia sẽ giải quyết vấn đề với Triều Tiên ngay sau hội nghị thượng đỉnh lần thứ hai giữa Triều Tiên và Hoa Kỳ được tổ chức tại Việt Nam vào ngày 27 tháng 2.

## Đại sứ quán, lãnh sự quán
- Tại Triều Tiên:
- Bình Nhưỡng (Đại sứ quán)

- Tại Malaysia:
- Kuala Lumpur (Đại sứ quán)